# Assi Dayan
Pour les articles homonymes, voir Dayan.
Assaf Dayan (hébreu : אסף דיין) est un acteur, producteur de cinéma, réalisateur et scénariste israélien, né le 23 novembre 1945 à Nahalal (district nord d'Israël) et mort le 1er mai 2014 à Tel Aviv.
Il est le plus souvent crédité Assi Dayan (אסי דיין).

## Biographie

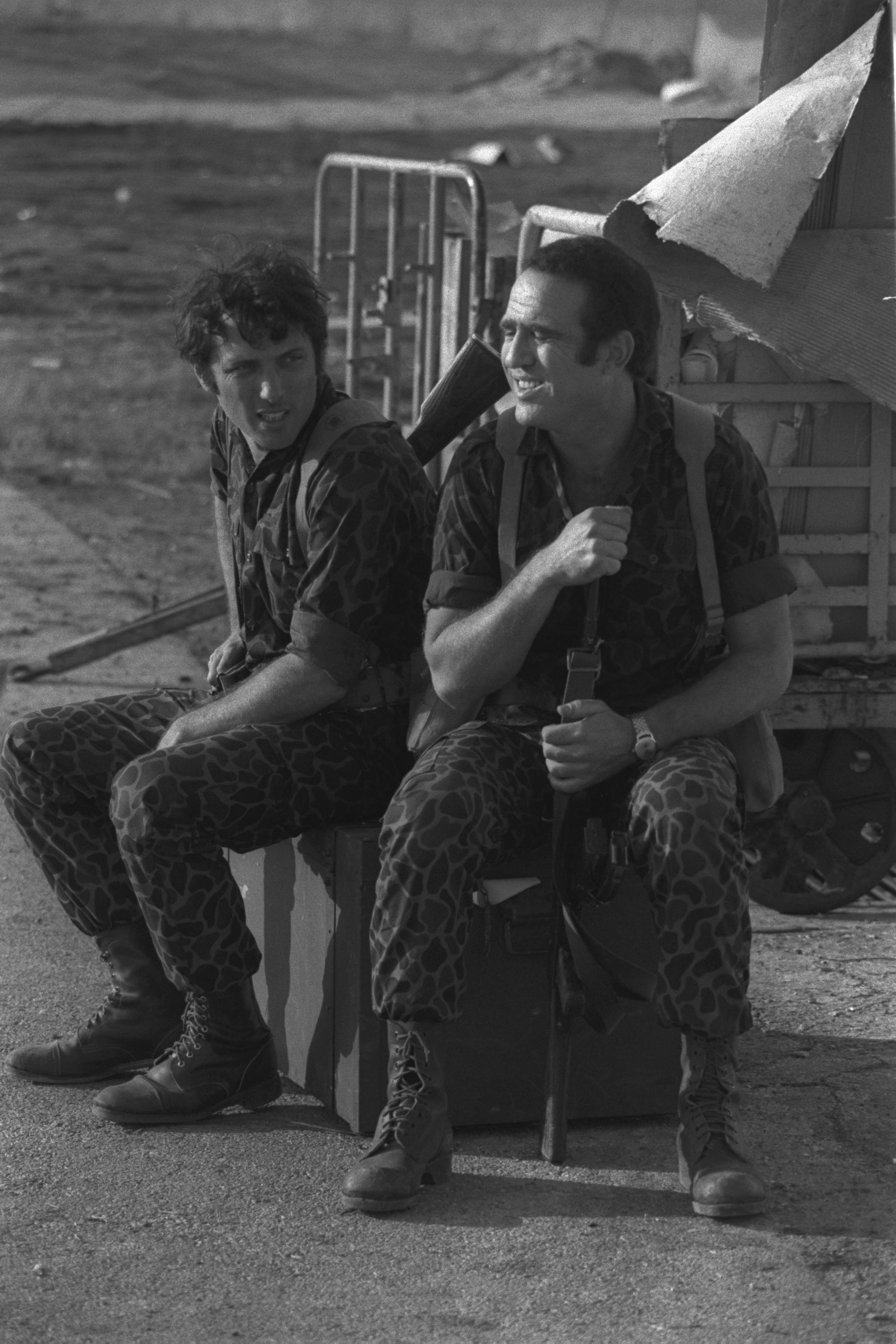
Assi Dayan (à gauche) et Yehoram Gaon,
dans Opération Thunderbolt (1977).

Fils du militaire et homme politique Moshe Dayan (1915-1981) et frère de l'écrivaine et femme politique Yael Dayan (1939-2024), Assi Dayan débute comme acteur au cinéma dans trois films sortis en 1967. Suit une quarantaine d'autres films, majoritairement israéliens, dont Opération Thunderbolt de Menahem Golan (1977, avec Yehoram Gaon), Au-delà des murs d'Uri Barbash (1984, avec Mohammed Bakri) et Devarim de (et avec) Amos Gitaï (1995).
S'y ajoutent des films étrangers ou coproductions, dont Promenade avec l'amour et la mort de John Huston (film américain de 1969, avec Anjelica Huston) et La Promesse de l'aube de Jules Dassin (coproduction franco-américaine de 1970, avec Melina Mercouri), d'après le roman éponyme de Romain Gary (qu'il personnifie).
Assi Dayan est également le producteur de quatre films en 1971, 1975 et 1987, réalisateur de seize films à partir de 1973 et scénariste d'une vingtaine de films à partir de 1971, cumulant souvent plusieurs fonctions. Ainsi, il est réalisateur et scénariste de L'unité Halfon ne répond plus, sorti en 1976, une comédie devenue culte en Israël qui critique humoristiquement l'armée israélienne, rediffusée régulièrement à la télévision.
Assi Dayan a reçu 8 prix Ofir, les Oscars israéliens.
Enfin, pour la télévision, il joue dans un téléfilm (1999) et huit séries (la première en 1998), dont l'intégrale de Betipul (2005-2008), où il tient le rôle principal. Il joue même le rôle de son père, en 2003, dans un téléfilm sur la guerre de Kippour de 1973.

## Filmographie
(films israéliens, sauf mention contraire ou complémentaire)

### Comme acteur uniquement (sélection)
- 1967 : Le Jour où les poissons sont sortis de l'eau (The Day the Fish Came Out) de Michael Cacoyannis (film britanno-grec) : Un touriste
- 1969 : Promenade avec l'amour et la mort (A Walk with Love and Death) de John Huston (film américain) : Héron de Foix
- 1970 : La Promesse de l'aube de Jules Dassin (film franco-américain) : Romain à 25 ans
- 1970 : Moto Shel Yehudi (מותו של יהודי) de Denys de La Patellière (film franco-italo-israélien) : David Shimon
- 1976 : Le Sursis (The Sell-Out) de Peter Collinson (film britanno-italo-israélien) : Le lieutenant Elan
- 1977 : Opération Thunderbolt (Mivtsa Yonathan - מבצע יונתן) de Menahem Golan : Shuki
- 1978 : S.O.S. danger uranium (Agenten kennen keine Tränen) de Gianfranco Baldanello et Menahem Golan (film germano-italo-israélien) : Dan
- 1984 : Au-delà des murs (Me'Ahorei Hasoragim - מאחורי הסורגים) d'Uri Barbash : Assaf
- 1986 : Delta Force (The Delta Force) de Menahem Golan (film américano-israélien) : Raffi Amir
- 1991 : Z'man Emet (זמן אמת) d'Uri Barbash : rôle non-spécifié
- 1992 : Lettre à Jonas (Brev til Jonas) de Susanne Bier (film danois) : rôle non-spécifié
- 1995 : Devarim (Zihron Devarim - זכרון דברים) d'Amos Gitaï : César
- 2000 : Ha-Hesder (ההסדר) de Joseph Cedar : Le rabbin Meltzer
- 2002 : Ha-Shiva MeHodu (השיבה מהודו) de Menahem Golan : Abraham Lazar
- 2004 : Medurat Hashevet (מדורת השבט) de Joseph Cedar : Motkeh
- 2005-2008 : Betipul (בטיפול), série télévisée
  - Saisons 1 et 2, 80 épisodes : Reuven Dagan
- 2006 : Lemarit Ain (למראית עין) de Daniel Syrkin : Raphaël
- 2007 : Mon père, mon seigneur (Hofshat Kaits - חופשת קיץ) de David Volach : Le rabbin Abraham Eidelmann
- 2007 : Vie amoureuse (Liebesleben) de Maria Schrader (film germano-israélien) : Le professeur de Jara
- 2007 : Les Méduses (Meduzot - מדוזות) de Shira Geffen et Etgar Keret (film franco-israélien) : Eldad
- 2018 : Finita la commedia (פיניטו לה קומדיה) de Victor Braun et Shachar Zefania : Ludwig van Beethoven (tourné en 2011)

### Comme réalisateur (intégrale)
(+ autres fonctions le cas échéant)
- 1973 : Hazmanah L'Retzah (הזמנה לרצח)
- 1975 : Hagiga Le'enayim (חגיגה לעיניים) (+ producteur et scénariste)
- 1976 : L'unité Halfon ne répond plus (גבעת חלפון אינה עונה, Giv'at Halfon Ema Ona) (+ scénariste)
- 1976 : Eizeh Yofi Shel Tzarot! (יופי של צרות!) (+ scénariste)
- 1979 : Shlager (שלאגר) (+ scénariste)
- 1981 : Am Yisrael Hai (עם ישראל חי) (+ scénariste)
- 1982 : Melech LeYom Ehad (מלך ליום אחד) (+ scénariste)
- 1983 : B'Hinat Bagrut (בחינת בגרות) (+ scénariste)
- 1987 : Ha-Tov, HaRa, VeHaLo-Nora (הטוב הרע והלא נורא) (+ acteur — Gary —, producteur et scénariste)
- 1987 : Photo Roman (פוטו רומן), coréalisé par Tal Ron (+ producteur et scénariste)
- 1993 : La Vie selon Agfa (החיים על פי אגפא, Ha-Chayim Al-Pi Agfa) (+ scénariste)
- 1995 : Smicha Hashmalit Ushma Moshe (שמיכה חשמלית ושמה משה) (+ scénariste)
- 1997 : Mar Baum (מר באום) (+ acteur — Mickey Baum — et scénariste)
- 1998 : Ha-Madrich Lekisui Tachat (המדריך לכיסוי התחת) (court métrage ; + acteur et scénariste)
- 2004 : Ha-Bsora Al-Pi Elohim (הבשורה על פי אלוהים) (+ acteur — Dieu — et scénariste)
- 2011 : Docteur Pomerantz (ד"ר פומרנץ) (+ acteur — rôle-titre — et scénariste)